# Ivolginszki járás

Az Ivolginszki járás Burjátföldön

Az Ivolginszki járás (oroszul Иволгинский район, burját nyelven Эбилгэ (Ивалгын) аймаг) Oroszország egyik járása Burjátföldön, székhelye Ivolginszk.

## Népesség
- 2002-ben 26 801 lakosa volt, melyből 58% orosz, 40% burját.
- 2010-ben 37 983 lakosa volt, melyből 22 784 burját, 14 101 orosz, 96 tatár, 69 ukrán, 57 azeri, 57 koreai, 44 evenk, 31 jakut, 29 üzbég, 27 tuva, 26 örmény, 23 kalmük, 21 szojot stb.